# Festival Internacional de Jazz de Montreal

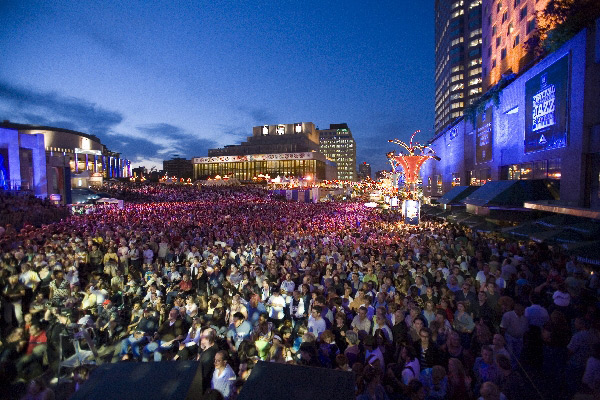
Festival international de jazz de Montreal

El Festival internacional de jazz de Montréal (abreviado como FIJM) es un festival de jazz que desde 1980 se celebra anualmente durante el mes de julio en la ciudad de Montreal, Quebec Canadá. 
Este festival ostenta el récord Guiness como el festival en su género más importante del mundo. Cada año el festival presenta a 3,000 artistas provenientes de 30 países diferentes los cuales ofrecen más de 650 conciertos (450 de los cuales se llevan a cabo al aire libre) y atrae a más de 2.5 millones de espectadores. 

## Descripción

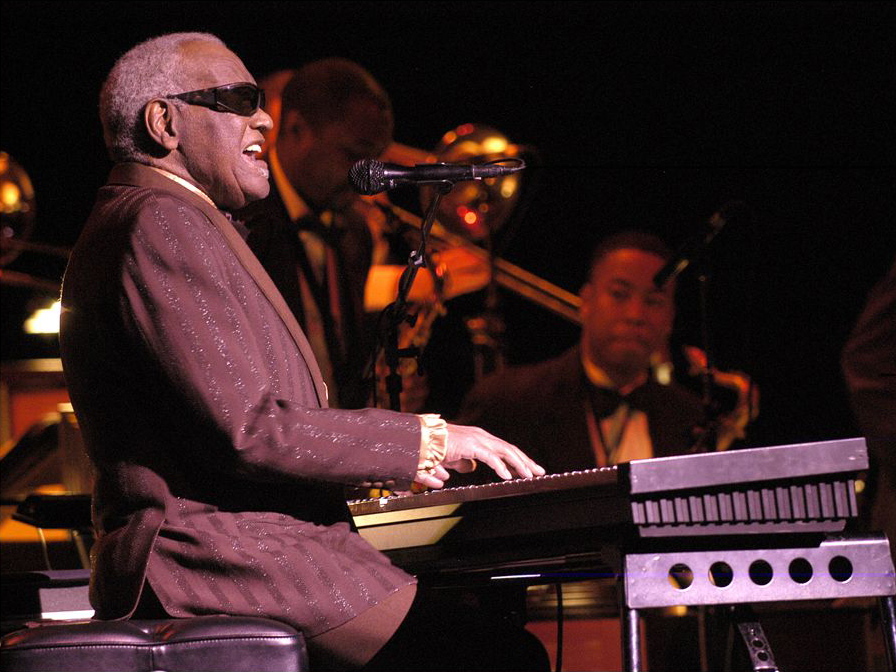
Ray Charles, 2003.

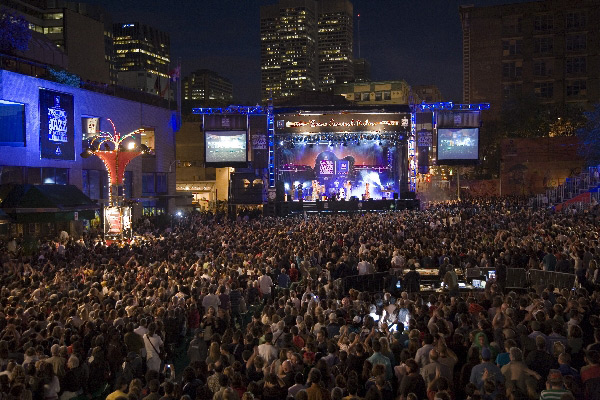
Festival international de jazz de Montreal.

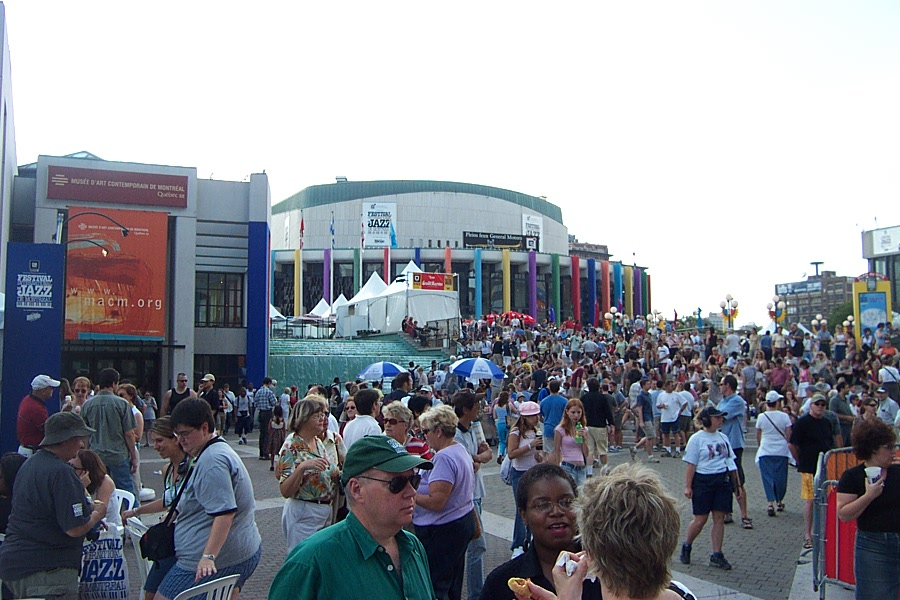
Festival international de jazz de Montreal, en la Place des Arts.

El formato del festival está centrado en dos tipos de conciertos: gratuitos (al aire libre) y pagados (en auditorios). El primer tipo le proporciona a distintos tipos de artistas la oportunidad de darse a conocer; el segundo tipo es ofrecido por artistas de gran prestigio o muy prometedores. Muchos músicos de gran renombre prefieren en ocasiones llevar a cabo presentaciones al exterior por el solo gusto de actuar delante de grandes masas de espectadores.
En los últimos años los organizadores del festival han creado nuevas actividades con el objeto de atraer muchos más espectadores: el Gran evento, el Parque musical para niños , la pequeña escuela de jazz (escuela de iniciación al jazz para niños), una galería de arte que presenta obras visuales de artistas del jazz, Radio-Jazz (una estación de radio temporal) así como Jazz al año (una serie de conciertos de jazz presentados fuera de las fechas habituales del festival).
En 2004, el festival se enorgulleció de haber ofrecido 500 conciertos con más de 2,000 músicos y de haber recibido a más de 2 millones de espectadores. 
Todos los conciertos son grabados y posteriormente disponibles en CD y DVD.
El festival ha presentado a numerosos artistas de renombre entre los cuales se encuentran: Alain Caron, Astor Piazzolla, Bob Dylan, Concha Buika, Chick Corea, Dave Brubeck, Dee Dee Bridgewater, Diana Krall, Dizzy Gillespie, Ella Fitzgerald, Emir Kusturica, Esbjorn Svensson, Gary Burton, Gilberto Gil, Ibrahim Ferrer, Jamie Cullum, Miles Davis, Keith Jarrett, Stéphane Grappelli, Oliver Jones, Oscar Peterson, Paco de Lucía, Pat Metheny, Paul Bley, Paul Simon, Sonny Rollins, Stevie Wonder, The Bad Plus, UZEB, Wayne Shorter, Wynton Marsalis y Youssou N'Dour.

## Premio Antonio Carlos Jobim
Desde el año 2004 el FIJM entrega el premio "Antonio Carlos Jobim" en homenaje al músico brasileño conocido como Tom Jobim. Consedido a diferentes artistas por sus aportaciones al género del ‘World Music’, los galardonados son:
Concha Buika (2017), Lila Downs (2016), Paco de Lucía (2014), Amadou y Mariam (2013), Emir Kusturica (2012), Youssou N’Dour (2011), Richard Bona (2010), Toots & The Maytals (2009), Gilberto Gil (2008), Angélique Kidjo (2007), Salif Keita (2006), Khaled (2005) e Ibrahim Ferrer (2004) Natalia Lafourcade (2025)

## Grabaciones
- Live at Montreal International Jazz Festival – Air (1983)
- Decoy (álbum) - Miles Davis (1984) - pistas "What It Is" y "That's What Happened" grabadas del festival
- Live at the Montreal Jazz Festival 1985 – Ahmad Jamal (1985)
- The New Tango - Astor Piazzolla y Gary Burton (1987)
- After the Morning – John Hicks (1992)
- Enrico Rava Quintet – Montréal Diary /A - Plays Miles Davis (2002)
- Enrico Rava, Stefano Bollani – Montréal Diary /B (2002)
- Live at the Montreal Jazz Festival – Diana Krall (2004)
- Midnight Sun – Cirque du Soleil (2004)
- Live from the Montreal International Jazz Festival – Ben Harper & Relentless7 (2010)

Charlie Haden, The Montreal Tapes – grabado en 1989
- The Montreal Tapes: with Don Cherry and Ed Blackwell (Verve, 1994)
- The Montreal Tapes: with Paul Bley and Paul Motian (Verve, 1994)
- The Montreal Tapes: with Geri Allen and Paul Motian (Verve, 1997)
- The Montreal Tapes: with Gonzalo Rubalcaba and Paul Motian (Verve, 1997)
- The Montreal Tapes: Liberation Music Orchestra (Verve, 1997)
- The Montreal Tapes: Tribute to Joe Henderson (Verve, 2003)